# Órgão hidráulico

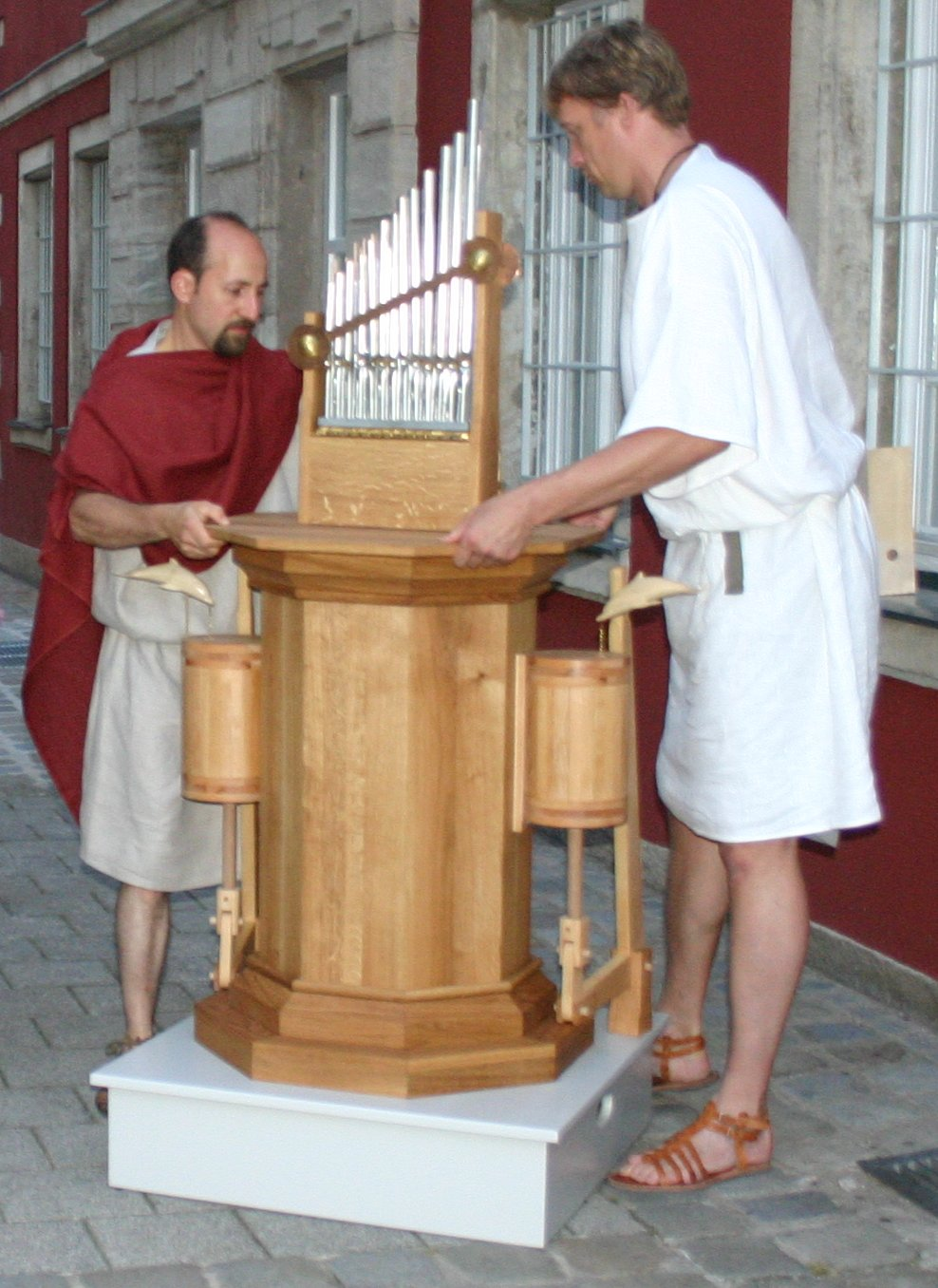
Reconstrução de um órgão hidráulico antigo

O órgão hidráulico ou hidraulo (em grego clássico: ὕδραυλις; romaniz.: hýdraulis) é um tipo de órgão de tubos acionado por ar através da força da água vinda de uma fonte natural (por exemplo, uma cachoeira) ou de uma bomba manual. Assim, o órgão hidráulico não precisa de fole, soprador ou compressor a gás. O instrumento foi inventado na Antiguidade, durante o período helenístico, tendo sido usado desde a Roma Antiga até o século XVII.
Dois sistemas diferentes foram usados na história para acionar o instrumento. Na versão antiga, convertia-se a energia dinâmica da água (em grego clássico: ὕδωρ; romaniz.: hýdōr) em pressão do ar que acionava os tubos (em grego clássico: αυλός; romaniz.: aulos) — daí o nome  hidraulo. Sua invenção é atribuída ao cientista helenístico Ctesíbio de Alexandria, no século III a.C. O  hidraulo é considerado o primeiro instrumento de teclado do mundo, embora suas teclas não correspondessem ao sistema adotado hoje. É possível que o acionamento das teclas fosse bastante suave, como sugerido em um poema de Claudiano, poeta do século IV, que diz: "deixe-o trovejar enquanto pressiona a poderosos rugidos com um leve toque".
Já na versão desenvolvida durante o Renascimento, a água também era usada como fonte para acionar um mecanismo similar ao do realejo, que tem um cilindro perfurado com uma música específica a ser tocada, tratando-se portanto de um instrumento automático. O  hidraulo, em grego antigo, é muitas vezes imaginado como um órgão automático, mas não há evidências nas fontes antigas para corroborar essa interpretação, já que um dos instrumentos automáticos mais antigos que se tem notícia é uma flauta inventada no século IX pelos irmãos Banu Muça em Bagdá, no Iraque.

## Mecânica e funcionamento

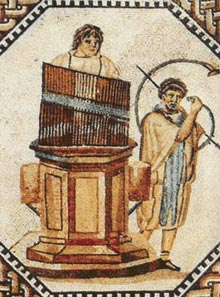
Mosaico romano mostrando um órgão hidráulico (ou hidraulo) em execução. Ao lado, uma trompa curva, em gregobukanē e em latim cornu

Sabe-se bastante sobre o funcionamento dos órgãos hidráulicos renascentistas e posteriores, já que muitos ainda existem e foram escritos alguns textos sobre seu mecanismo. Em geral, a água era fornecida a partir de certa altura acima do instrumento através de um tubo, e o ar era introduzido na corrente de água por aspiração (usando o princípio de Bernoulli) para os tubos principais a partir de um tubo lateral, segurando o seu topo acima da fonte de água. Tanto a água quanto o ar chegam juntos na câmara de vento (éolo). Na câmara, a água e o ar se separam e o ar comprimido é conduzido em uma coluna de vento na parte superior da câmara, para soprar os tubos de órgão. Dois "diafragmas" evitam que a água entre nos tubos de órgão.
A água, agora separada do ar, deixa a câmara de vento na mesma velocidade em que entrou. Em seguida, aciona uma roda d'água, o que por sua vez impulsiona o cilindro musical e os movimentos relacionados. Para iniciar o órgão, é ligada uma torneira acima do tubo de entrada e, através de um fluxo contínuo de água, o órgão toca até a torneira ser fechada novamente.
Muitos órgãos hidráulicos tinham dispositivos simples de regulação da pressão de água. No órgão do Palácio do Quirinal, a água flui de uma nascente na colina que já foi abundante - hoje, é suficiente apenas para tocar o órgão por 30 minutos por vez. Ela percorre o palácio até um "quarto estabilizador", situado 18 metros acima do éolo, a câmara de vento do órgão situado em uma gruta. Essa queda fornece ar comprimido suficiente para fazer funcionar o instrumento de seis registros, hoje restaurado.
Entre os autores renascentistas que escreveram sobre o órgão hidráulico, Salomão de Caus era particularmente versado. Seu livro, publicado em 1615, inclui um breve tratado sobre a construção de órgãos hidráulicos, orientações sobre afinação e registro, incluindo também várias gravuras detalhadas mostrando os instrumentos, seus mecanismos e cenas em que eram usados. No tratado encontra-se também um exemplo de música apropriada para o órgão hidráulico, o madrigal Chi farà fed' al cielo, de Alessandro Striggio, com arranjo de Peter Philips.

## História

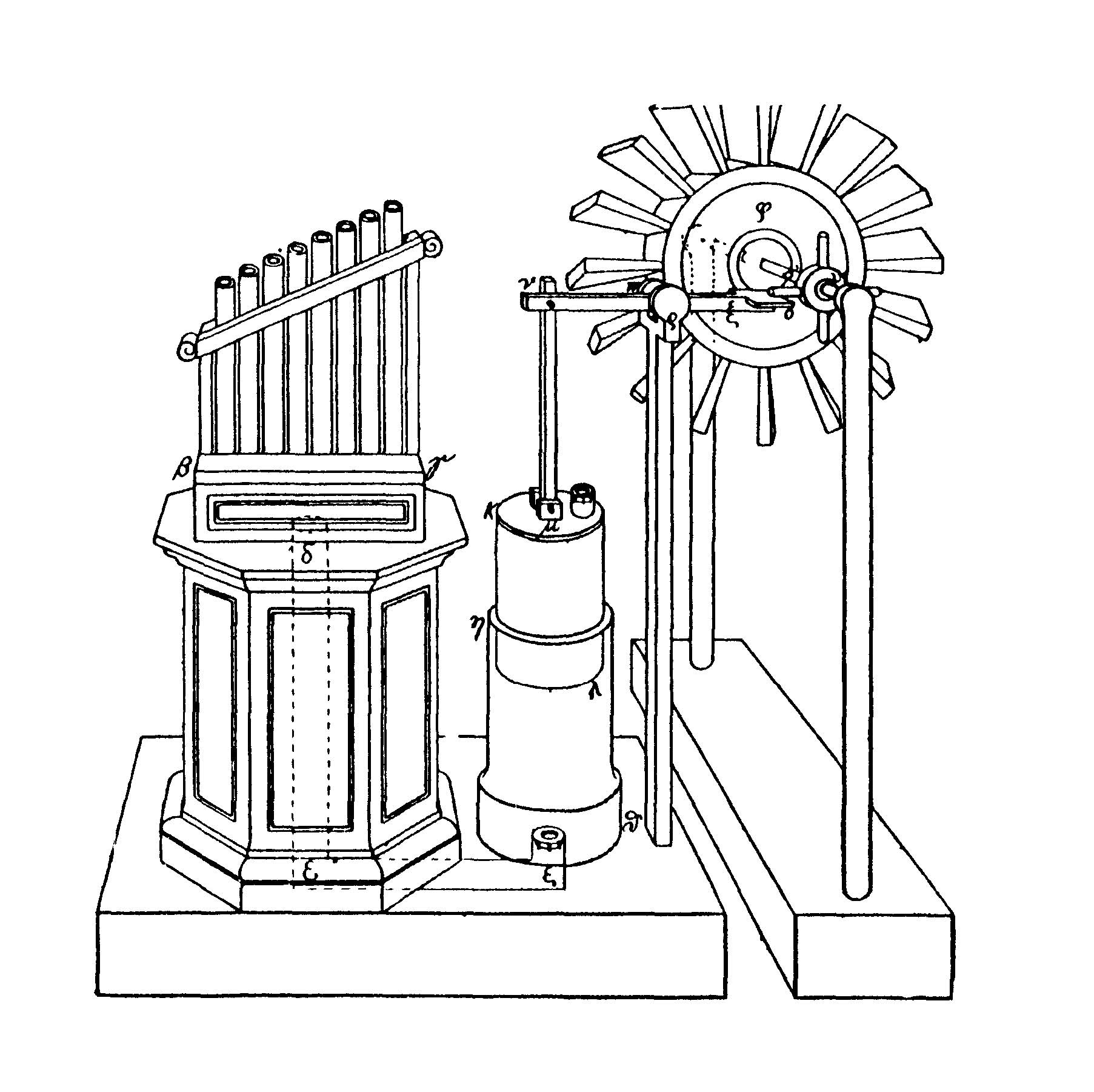
Uma reconstrução moderna do órgão de Heron de Alexandria

Os órgãos hidráulicos foram descritos em algumas passagens de Heron de Alexandria (c. 62 d.C.), Ctesíbio (século III) e Filão de Bizâncio (século III). Assim como os relógios movidos a água (as clepsidras) da época de Platão, eles não eram considerados entretenimento, pois tinham um significado particular na filosofia grega, que fazia uso de modelos e simulações desse tipo. Os tubos dos órgãos acionados hidraulicamente eram usados para imitar cantos de pássaros e os musicologistas Susi Jeans e Arthur W. J. D. Ord-Hume sugeriram que era usado para criar os sons característicos das estátuas egípcias conhecidas como Colossos de Mêmnon. Para tanto, o calor solar seria usado para jogar água de um tanque fechado para outro, produzindo assim ar comprimido para o som dos tubos.
Algumas características do hidraulo foram inferidas a partir de mosaicos, pinturas, referências literárias e achados arqueológicos. Em 1931, os restos de um hidraulo foram descobertos na Hungria, com uma inscrição datada de 228 d.C. O couro e a madeira do instrumento se decompuseram, mas as partes de metal sobreviventes tornaram possível reconstruir uma réplica, que se encontra agora no Museu de Aquinco, em Budapeste. O mecanismo exato da produção de vento ainda está em debate, e quase nada se sabe sobre a música tocada no  hidraulo, mas é possível estudar a sonoridade dos tubos. O Talmude menciona o instrumento como impróprio para o templo de Jerusalém.
Depois dos gregos, o  hidraulo foi adotado pelos romanos e bizantinos. Inventores árabes e bizantinos desenvolveram, a partir dos tubos, um órgão hidráulico automático, descrito pelos irmãos Banu Muça no seu tratado do século IX, Livro dos Mecanismos Engenhosos, uma "árvore musical" no palácio do califa Almoctadir (r. 908–932) e um órgão hidráulico de longa distância com alcance de 96,5km (descrito no tratado árabe Sirr al-Asrar e posteriormente traduzido para o latim como Secretum Secretorum por Roger Bacon ).
Ao final do século XIII, os órgãos hidráulicos automáticos já estavam presentes na Itália e no resto da Europa ocidental. Durante a Renascença, os órgãos hidráulicos adquiriram novamente conotações mágicas e metafísicas entre seguidores de ciências herméticas e esotéricas. Os órgãos eram colocados em jardins, grutas e conservatórios de palácios reais e das mansões de ricos patrícios para o deleite, não apenas musical mas também visual, dos presentes, com demonstrações de autômatos - dançarinos, pássaros batendo asas e ciclopes martelando -, todos operados pelas projeções do cilindro musical. Outros tipos de órgãos hidráulicos eram tocados fora dos olhares públicos e eram usados para simular instrumentos musicais aparentemente tocados por estátuas em cenas mitológicas, tais como "Orfeu tocando a viola da gamba", "A disputa entre Apolo e Marsias" e "Apolo e as Nove Musas".
O órgão hidráulico mais famoso do século XVI estava situado na Villa d'Este, em Tívoli. Construído entre 1569 e 1572 por Luc de Clerc e finalizado por Claude Venard, ficava embaixo de um arco e tinha seis metros de altura, alimentado por uma magnifica queda d'água; em 1575, Mario Cartaro o descreveu como tocando "madrigais e muitas outras coisas". G. M. Zappi (Annalie memorie di Tivoli, 1576) escreveu: "Quando alguém dá a ordem de tocar, ouve-se a princípio os trompetes tocando por um tempo, e então há uma consonância... Inúmeros fidalgos não conseguiam acreditar que este órgão tocava sozinho, de acordo com seus registros, através de água, mas pensavam que havia alguém lá dentro". Além de tocar automaticamente pelo menos três peças, sabe-se hoje que o órgão também continha um teclado.

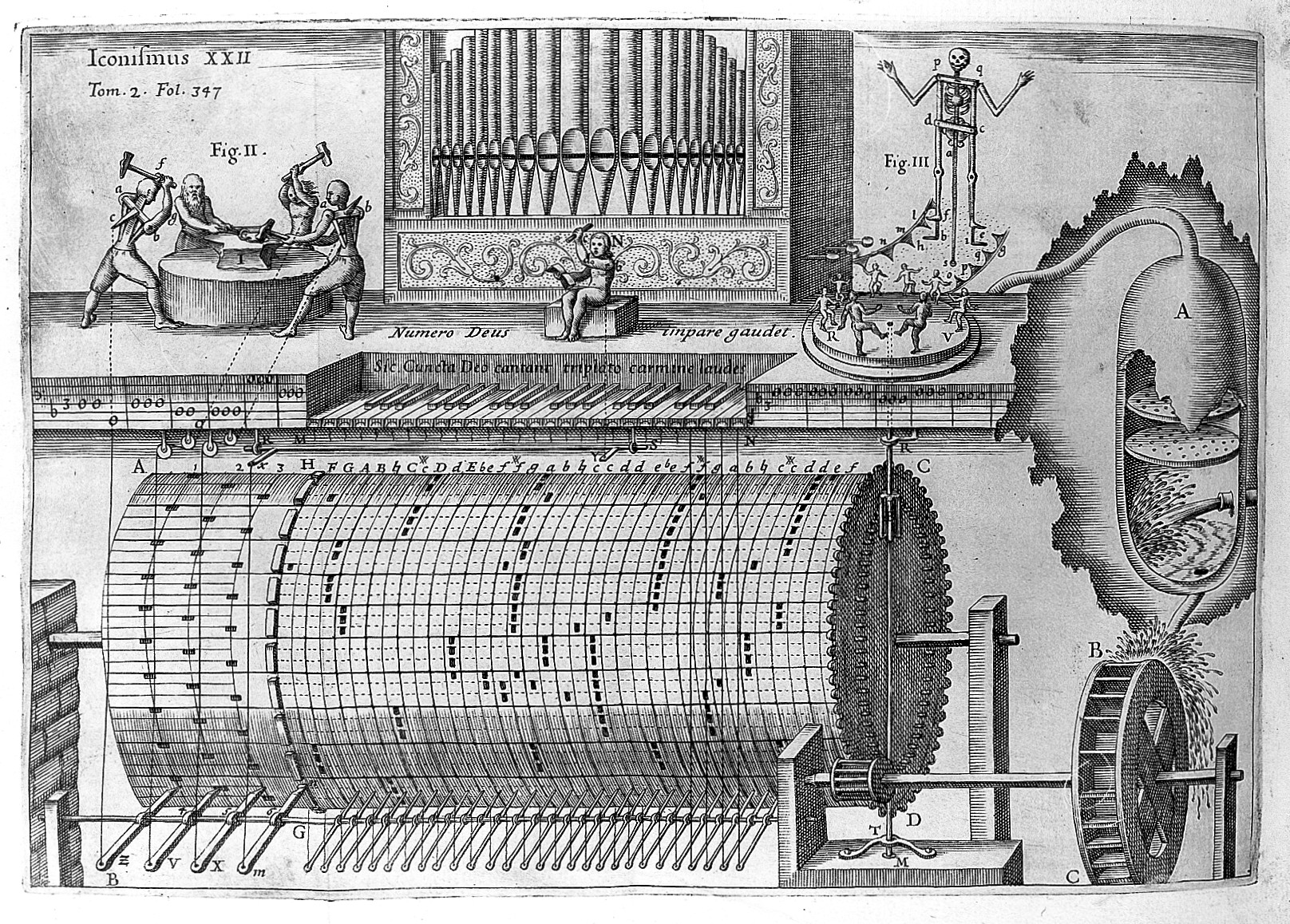
Ilustração de órgão hidráulico, Athanasius Kircher, Musurgia universalis

Havia outros jardins italianos em Pratolino, próximo a Florença (cerca de 1575), Isola de Belvedere (Capri), Ferrara (antes de 1599), Palácio do Quirinal, em Roma (construído por Luca Biagi em 1598 e restaurado em 1990), Villa Aldobrandini, Frascati (1620), um dos palácios reais de Nápoles (1746) e Villa Doria Pamphili, em Roma (1758-9). Desses, apenas o do Palácio do Quirinal sobreviveu. A ilustração de Athanasius Kircher em Musurgia universalis (1650), há tempos considerada uma representação fantasiosa de uma possibilidade hipotética, foi considerada precisa em todos os detalhes quando comparada com o órgão da gruta do Quirinal, exceto que estava invertido da direita para a esquerda. Ainda existem traços do instrumento da Villa d'Este, mas a água mineral densa do rio que passa pela gruta do órgão causou desgastes que esconderam de vista a maioria das evidências.
Órgãos hidráulicos foram construídos na Inglaterra no começo do século XVII; Cornelius Drebbel construiu um para o rei Jaime I e Salomão de Caus construiu diversos em Richmond, quando estava a serviço do príncipe Henrique. Havia um no vale Baggnige, em Londres, na casa de verão de Nell Gwyn (1650–1687) e acredita-se que Henry Winstanley (1644–1703), que projetou o Farol de Eddystone, tenha construído um em sua casa em Saffron Walden, Essex. Após o casamento da Princesa Elizabeth com o Príncipe-eleitor Frederico V, de Caus construiu um no jardim do Castelo de Heidelberg, na Alemanha, que se tornou famoso pelos seus mecanismos belos e intrincados. Um órgão hidráulico sobrevive nos jardins de Heilbronn, Württemberg, e ainda existem partes de outro nos jardins Willhelmshöhe, em Cassel. Os irmãos Francini construíram mecanismos aquáticos e órgãos em Saint-Germain-en-Laye e Versalhes, que alcançaram novos padrões em esplendor e extravagância.
No final do século XVIII, o gosto pelos órgãos hidráulicos já havia diminuído. Como eram de difícil manutenção, foram deixados de lado e abandonados. Seu mecanismo passou a ser ignorado até que o engenheiro holandês Van Dijk apontou em 1954 que o ar era fornecido ao órgão por aspiração, que era o mesmo método usado nas forjas e fundições de metal dos séculos XVI e XVII. A aspiração é o processo pelo qual o ar é enviado para uma abertura em que a água corre. Para o órgão hidráulico, é disposto um pequeno fole de maneira tal que uma saída está aberta para o ar e a outra se estende em um cano maior que contém água corrente fornecida por um fluxo ou reservatório. Quanto maior é a descida vertical da água, mais força haverá na sucção e maior o volume de ar sugado.

## O hidraulo da cidade de Dião

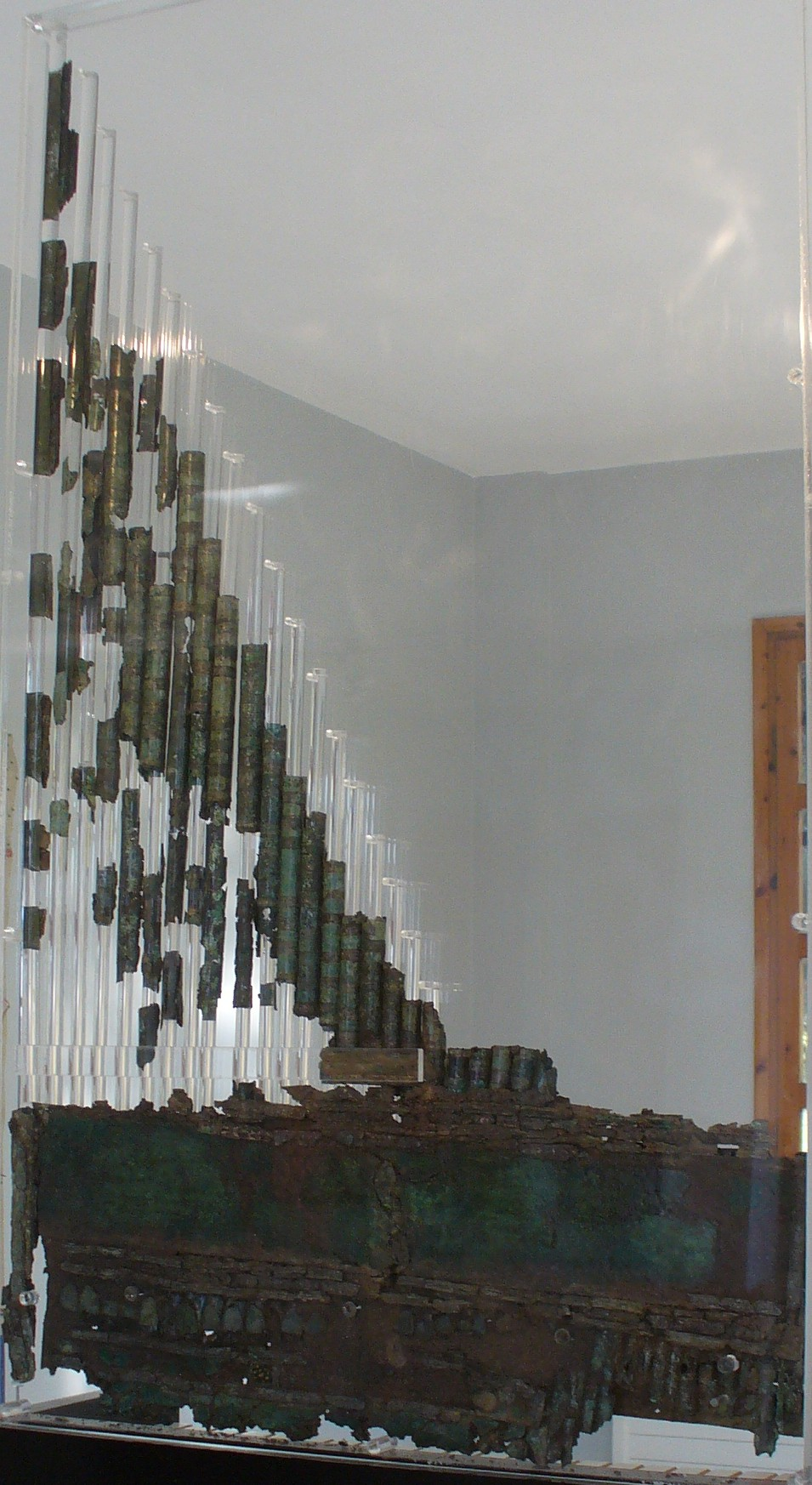
Hidraulo, século I a.C., Museu Arqueológico de Dião, Grécia

Em 1992, os restos de um hidraulo do século I a.C. foram encontrados em Dião, uma antiga cidade macedônia perto do Monte Olimpo, na Grécia, durante as escavações sob a supervisão do prof. D. Pantermalis. Esse instrumento consistia de 24 tubos abertos de diferentes alturas com um final inferior cônico. Os primeiros 19 tubos têm uma altura de 89 a 22 cm. O seu diâmetro interno diminui gradualmente de 2 para 1,5 cm. Estes 19 tubos correspondem ao "sistema perfeito" da música grega antiga, que consistia em uma escala cromática e diatônica. Os tubos 20 a 24 são menores e quase iguais em altura, e parecem formar uma extensão da escala diatônica. A extremidade cônica dos tubos é inserida em uma placa de metal. Num ponto imediatamente antes da parte de estreitamento de cada tubo existe uma abertura que produz a turbulência do ar pressurizado e do som. Os tubos são estabilizados por duas placas de metal, e a que está virada para fora tem motivos decorativos. O instrumento tinha duas fileiras de chaves. A parte inferior do órgão, com o sistema de ar comprimido, estava faltando.
A partir de 1995 começou um projeto de reconstrução, e em 1999 uma réplica do  hidraulo foi feita com base no achado arqueológico e em descrições antigas. Os restos do antigo  hidraulo são exibidos no Museu de Dião.